# Inger Hagerup
Inger Hagerup, née le 12 avril 1905 à Bergen et morte le 6 février 1985 à Fredrikstad), était une poétesse et traductrice norvégienne. Écrivant en norvégien bokmål, c'est l'une des poétesses norvégiennes des années 1900 les plus connues. Son premier recueil Jeg gikk meg vill i skogene, est publié en 1939.

## Biographie
Inger Hagerup naît en 1905 à Bergen sous le nom de Inger Johanne Halsør. Elle est orpheline de père dès l'âge de cinq ans. Inger passe ses examens à Volda, dans la commune de Sunnmøre. En 1931, elle se marie au lector Anders Hagerup (no) à Bergen. Tous deux étaient originaires du Sogn og Fjordane. En 1933, ils déménagent à Trondheim et donnent naissance à leur fils Helge (en). Cinq ans plus tard, ils reviennent à Oslo, où Inger étudie la philologie, la langue allemande et l'Histoire. Elle est embauchée au sein du quotidien Dagbladet en tant que relectrice, et écrit des poèmes lors de son temps libre. En 1943, la famille fuit la Seconde Guerre mondiale et déménage en Suède. À Stockholm, ils se joignent à d'autres écrivains norvégiens ayant fui leur pays, comme Sigurd Hoel, Helge Krog et Aksel Sandemose. La famille vit également à Fredrikstad, dans le Sud-Est de la Norvège, durant une grande partie de sa vie.
Inger Hagerup est principalement connue pour ses poèmes, mais elle a également publié des pièces de théâtre et de théâtre radiophonique. Elle publie son premier recueil de poèmes, Jeg gikk meg vill i skogene, en 1939. Inger était une athée et socialiste convaincue, et se définissait même comme communiste, bien qu'elle n'ait jamais été membre d'un parti politique. Tout comme d'autres radicaux tels qu'Arnulf Øverland et Nordahl Grieg, elle écrit un poème sur le roi Haakon VII pendant la guerre. Inger Hagerup écrit beaucoup pour Friheten (no), la revue du Parti communiste norvégien. Elle est également membre du comité de rédaction du périodique Kvinnen og Tiden (no) et siège à l'Association des écrivains de Norvège entre 1945 et 1962.
Adulte, Inger vit à Haugerud, dans la commune d'Oslo. Elle est la mère des écrivains Klaus (no) et Helge Hagerup (no). En 1988, Klaus publie une biographie sur sa mère, intitulée Alt er så nær meg.
Plusieurs des poèmes d'Inger Hagerup ont été mis en chanson, notamment Våre små søsken (no), qui a été interprété par le chanteur Tore Magnus Pettersson (no) en 1970, ainsi que Den korsfestede sier, interprété par Finn Kalvik (no).

## Carrière

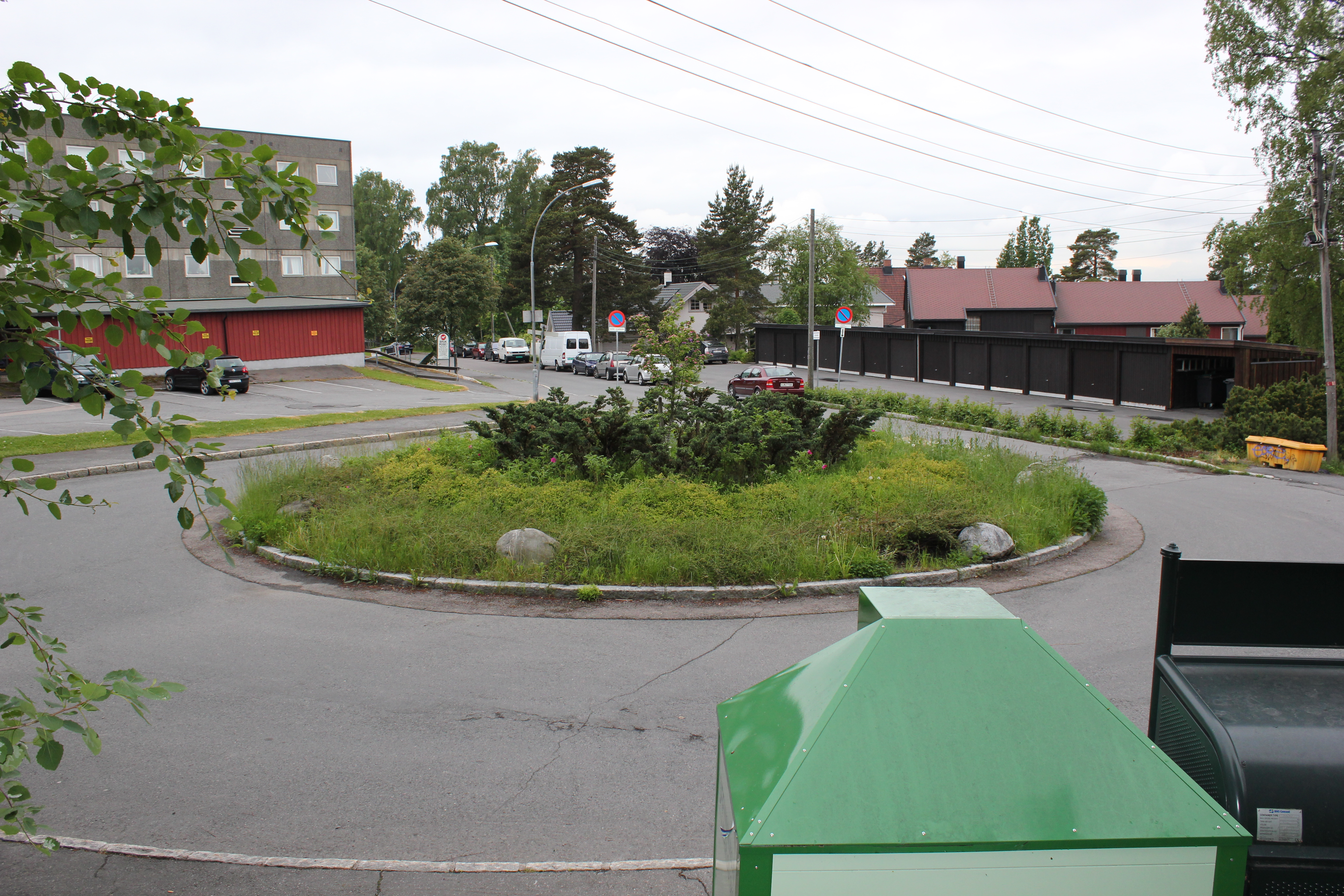
Place Inger Hagerups à Haugerud

Inger Hagerup se fait connaître grâce à son poème Aust-Vågøy. Mars 1941, et plus particulièrement grâce aux vers rythmiques « De brente våre gårder / de drepte våre menn » (« Ils ont brûlé nos fermes / Ils ont tué nos hommes »).
Dans son poème Den korsfestede sier (1947), « elle écrit qu'elle pense que la souffrance du Christ n'a en rien aidé contre la pauvreté dans le monde » ; ce poème est écrit à la première personne et mentionne explicitement les camps de Dachau, Buchenwald et Belsen. À la suite des deux guerres mondiales, beaucoup d'intellectuels pensaient qu'il était impossible d'écrire, car la langue ne le permettait pas. Le critique littéraire Unni Langås « interprète Den korsfestede sier comme une formulation de cette impression de la part d'Inger Hagerup, mais que cette dernière a trouvé refuge dans le mélodramatique ».
Avec ses recueils Så rart! (1950), illustré par Paul René Gauguin, et Lille Persille (1961), elle s'inscrit dans le registre du poème de non-sens (en) pour enfants ; André Bjerke y a également travaillé durant la même période.
Hagerup a traduit le roman Sa Majesté des mouches de l'anglais au norvégien. Son autobiographie en trois parties, intitulée Det kommer en pike gående, Hva skal du her nede? et Ut og søke tjeneste, est publiée en 1965, 1966 et 1968 ; elle traite de son enfance et de sa vie d'adulte jusqu'à son mariage en 1931.

## Œuvres

### Poèmes et proses
- Jeg gikk meg vill i skogene, 1939
- Aust-Vågøy, 1941
- Flukten til Amerika, 1942
- Videre, Stockholm 1944, Oslo, 1945
- Den syvende natt, 1947
- Sånn vil du ha meg. 30 utvalgte dikt om kjærlighet, 1949
- Så rart (poème pour enfants), 1950
- Mitt skip seiler, 1951
- Hilsen fra Katarina (théâtre radiophonique), 1953
- Den tredje utvei (théâtre radiophonique), 1953
- En te med sitron (théâtre radiophonique), 1953
- Drømmeboken, 1955
- Den tredje utvei (drame), 1956
- Strofe med vinden, 1958
- Lille Persille (poème pour enfants), 1961
- Fra hjertets krater, 1964
- Dikt i utvalg, 1965
- Det kommer en pike gående (livre de mémoires), 1965
- Hva skal du her nede? (livres de mémoires), 1966
- Trekkfuglene og skjæra, 1967
- Ut og søke tjeneste (livre de mémoires), 1968
- Den sommeren (poème pour enfants), 1971
- Østenfor kjærlighet, vestenfor drøm (nouvelle, avec Karin Beate Vold), 1977
- Lykke, 1985

### Théâtre radiophonique
- Februarrevolusjonen 1848 (avec Anders Hagerup, publié en 1948)
- Hilsen fra Katarina (publié en 1948, repris en 1949, publié en 1959, repris en 1960, 1973 et 1984)
- Eldre velsituert ektepar (publié en 1949)
- Kabalen (publié en 1950)
- Togstans (publié en 1952, repris en 1952, publié en 1959, repris en 1962)
- Skål for Astrid (publié en 1956, repris en 1957 et 1975)
- En te med sitron (publié en 1959, repris en 1980 et 1984)
- Den tredje utvei (publié en 1959, repris en 1980)
- På trappen til Eidsvoll-bygningen (avec Anders Hagerup, publié en 1964)
- Jeg kom først pappa (publié en 1968, repris en 1968 et 1980)
- En spøkelseshistrorie (publié en 1968, repris en 1968)[5]

## Récompenses
En 1944, Inger Hagerup est récompensée d'un don de Gyldendal (en). En 1953, elle est récompensée par un prix Sarpsborg (no). En 1962, elle reçoit un prix Dobloug.